# Ștefești
Ștefești è un comune della Romania di 2 478 abitanti, ubicato nel distretto di Prahova, nella regione storica della Muntenia. 
Il comune è formato dall'unione di 3 villaggi: Scurtești, Ștefești, Târșoreni.